# Europarlamentari della Spagna della VI legislatura
Gli europarlamentari della Spagna della VI legislatura, eletti in occasione delle elezioni europee del 2004, sono stati i seguenti.

## Composizione storica
| Europarlamentare                      | Lista                                                                     | Gruppo    |
| ------------------------------------- | ------------------------------------------------------------------------- | --------- |
| Inés Ayala Sender                     | Partito Socialista Operaio Spagnolo                                       | PSE       |
| Pilar Ayuso                           | Partito Popolare                                                          | PPE-DE    |
| Maria Badia i Cutchet                 | Partito Socialista Operaio Spagnolo (Partito dei Socialisti di Catalogna) | PSE       |
| Enrique Barón Crespo                  | Partito Socialista Operaio Spagnolo                                       | PSE       |
| Josep Borrell Fontelles               | Partito Socialista Operaio Spagnolo                                       | PSE       |
| Joan Calabuig Rull                    | Partito Socialista Operaio Spagnolo                                       | PSE       |
| Carlos Carnero González               | Partito Socialista Operaio Spagnolo                                       | PSE       |
| Pilar Del Castillo Vera               | Partito Popolare                                                          | PPE-DE    |
| Alejandro Cercas                      | Partito Socialista Operaio Spagnolo                                       | PSE       |
| Agustín Díaz De Mera García Consuegra | Partito Popolare                                                          | PPE-DE    |
| Rosa Díez González                    | Partito Socialista Operaio Spagnolo                                       | PSE       |
| Bárbara Dührkop                       | Partito Socialista Operaio Spagnolo                                       | PSE       |
| Fernando Fernández Martín             | Partito Popolare                                                          | PPE-DE    |
| Carmen Fraga Estévez                  | Partito Popolare                                                          | PPE-DE    |
| Gerardo Galeote                       | Partito Popolare                                                          | PPE-DE    |
| José Manuel García-Margallo y Marfil  | Partito Popolare                                                          | PPE-DE    |
| Iratxe García Pérez                   | Partito Socialista Operaio Spagnolo                                       | PSE       |
| Salvador Garriga Polledo              | Partito Popolare                                                          | PPE-DE    |
| Luis De Grandes Pascual               | Partito Popolare                                                          | PPE-DE    |
| Ignasi Guardans Cambó                 | Popoli d'Europa (Convergenza Democratica di Catalogna)                    | ALDE      |
| Cristina Gutiérrez-Cortines           | Partito Popolare                                                          | PPE-DE    |
| David Hammerstein                     | Partito Socialista Operaio Spagnolo (I Verdi)                             | Verdi/ALE |
| Esther Herranz García                 | Partito Popolare                                                          | PPE-DE    |
| Luis Herrero-Tejedor                  | Partito Popolare                                                          | PPE-DE    |
| Carlos Iturgaiz                       | Partito Popolare                                                          | PPE-DE    |
| Bernat Joan i Marí                    | Europa dei Popoli (Sinistra Repubblicana di Catalogna)                    | Verdi/ALE |
| Antonio López-Istúriz White           | Partito Popolare                                                          | PPE-DE    |
| Miguel Angel Martínez Martínez        | Partito Socialista Operaio Spagnolo                                       | PSE       |
| Antonio Masip Hidalgo                 | Partito Socialista Operaio Spagnolo                                       | PSE       |
| Ana Mato Adrover                      | Partito Popolare                                                          | PPE-DE    |
| Jaime Mayor Oreja                     | Partito Popolare                                                          | PPE-DE    |
| Manuel Medina Ortega                  | Partito Socialista Operaio Spagnolo                                       | PSE       |
| Íñigo Méndez De Vigo                  | Partito Popolare                                                          | PPE-DE    |
| Emilio Menéndez Del Valle             | Partito Socialista Operaio Spagnolo                                       | PSE       |
| Willy Meyer                           | La Sinistra (Sinistra Unita)                                              | GUE/NGL   |
| Rosa Miguélez Ramos                   | Partito Socialista Operaio Spagnolo                                       | PSE       |
| Francisco José Millán Mon             | Partito Popolare                                                          | PPE-DE    |
| Cristóbal Montoro                     | Partito Popolare                                                          | PPE-DE    |
| Javier Moreno Sánchez                 | Partito Socialista Operaio Spagnolo                                       | PSE       |
| Raimon Obiols                         | Partito Socialista Operaio Spagnolo                                       | PSE       |
| Josu Ortuondo Larrea                  | Popoli d'Europa (Partito Nazionalista Basco)                              | ALDE      |
| Francisca Pleguezuelos Aguilar        | Partito Socialista Operaio Spagnolo                                       | PSE       |
| José Javier Pomés Ruiz                | Partito Popolare                                                          | PPE-DE    |
| Teresa Riera Madurell                 | Partito Socialista Operaio Spagnolo                                       | PSE       |
| Raül Romeva i Rueda                   | La Sinistra (Iniziativa per la Catalogna Verdi)                           | Verdi/ALE |
| Luisa Fernanda Rudi Ubeda             | Partito Popolare                                                          | PPE-DE    |
| José Ignacio Salafranca Sánchez-Neyra | Partito Popolare                                                          | PPE-DE    |
| María Isabel Salinas García           | Partito Socialista Operaio Spagnolo                                       | PSE       |
| Antolín Sánchez Presedo               | Partito Socialista Operaio Spagnolo                                       | PSE       |
| María Sornosa Martínez                | Partito Socialista Operaio Spagnolo                                       | PSE       |
| Elena Valenciano                      | Partito Socialista Operaio Spagnolo                                       | PSE       |
| Daniel Varela Suanzes-Carpegna        | Partito Popolare                                                          | PPE-DE    |
| Alejo Vidal-Quadras                   | Partito Popolare                                                          | PPE-DE    |
| Luis Yáñez-Barnuevo García            | Partito Socialista Operaio Spagnolo                                       | PSE       |

## Modifiche intervenute

### Partito Socialista Operaio Spagnolo
- In data 27.09.2007 a Rosa Díez González subentra Vicente Miguel Garcés Ramón.
- In data 07.04.2008 a Elena Valenciano subentra Juan Fraile Cantón.
- In data 07.04.2008 a Joan Calabuig Rull subentra Martí Grau i Segú.

### Partito Popolare
- In data 07.04.2008 a Cristóbal Montoro subentra Florencio Luque Aguilar.
- In data 07.04.2008 a Ana Mato Adrover subentra Juan Andrés Naranjo Escobar.
- In data 07.04.2008 a Luisa Fernanda Rudi Ubeda subentra Salvador Domingo Sanz Palacio.
- In data 26.03.2009 a Daniel Varela Suanzes-Carpegna subentra Daniel Bautista.

### Popoli d'Europa
- In data 08.05.2009 a Ignasi Guardans Cambó subentra Joan Vallvé (Convergenza Democratica di Catalogna).

### Europa dei Popoli
- In data 19.06.2007 a Bernat Joan i Marí subentra Mikel Irujo Amezaga (Eusko Alkartasuna).